# Área micropolitana de Truckee-Grass Valley
El área micropolitana de Truckee,  y oficialmente como Área Estadística Micropolitana de Truckee, CA µSA  tal como lo define la Oficina de Administración y Presupuesto, es un Área Estadística Micropolitana centrada en las ciudades de Truckee y Grass Valley en el estado estadounidense de California. El área micropolitana tenía una población en el Censo de 2010 de 98.764 habitantes, convirtiéndola en la 51.º área micropolitana más poblada de los Estados Unidos. El área micropolitana de Truckee comprende el condado de Nevada, siendo Truckee la ciudad más poblada.

## Geografía
El área micropolitana de Truckee-Grass Valley se encuentra ubicada en las coordenadas 39°18′N 120°46′O / 39.30, -120.77.

## Composición del área micropolitana

### Ciudades
Grass Valley |
Nevada City |
Truckee 

### Lugares designados por el censo
Alta Sierra |
Graniteville |
Lake of the Pines |
Lake Wildwood |
North San Juan |
Penn Valley |
Rough and Ready |
Soda Springs |
Washington 

### Áreas no incorporadas
Cedar Ridge |
Chicago Park |
French Corral |
Lake City |
Norden |
North Bloomfield |
North Columbia |
Peardale |
You Bet 